# Anton Ranjith
Anton Ranjith Pillainayagam (ur. 23 września 1966 w Dżafnie) – lankijski duchowny rzymskokatolicki, od 2020 biskup pomocniczy Kolombo. 

## Życiorys

### Prezbiterat
Święcenia kapłańskie przyjął 16 września 2000 i został inkardynowany do archidiecezji Kolombo. Pracował w archidiecezjalnych kolegiach w Kolombo oraz w Moratuwie. W 2014 został wicerektorem Kolegium św. Józefa w Kolombo.

### Episkopat
13 lipca 2020 papież Franciszek mianował go biskupem pomocniczym archidiecezji Kolombo ze stolicą tytularną Materiana. Sakry biskupiej udzielił mu kard. Malcolm Ranjith, arcybiskup Kolombo.